# Aloe bainesii
Aloe bainesii é uma espécie de liliopsida do gênero Aloe, pertencente à família Asphodelaceae.